# Universidad del Cuerpo de Marines
La Universidad del Cuerpo de Marines (en inglés: Marine Corps University, MCU) es un sistema universitario de educación militar del Cuerpo de Marines de los Estados Unidos. Está acreditado por la Comisión de Colegios de la Asociación de Colegios y Escuelas del Sur para otorgar títulos de maestría.